# Мусса Н'Діає (футболіст, 2002)
Мусса Н'Діає (фр. Moussa N'Diaye, нар. 18 червня 2002, Дакар) — сенегальський футболіст, захисник бельгійського «Андерлехта» і національної збірної Сенегалу.

## Клубна кар'єра
Народився 18 червня 2002 року в Дакарі. Вихованець футбольної академії Aspire Academy, звідки 2020 року був запрошений до системи іспанської «Барселони».
У дорослому футболі дебютував 2021 року виступами за «Барселону Б» у третьому іспанському дивізіоні. 
Влитку 2022 року перейшов до бельгийського «Андерлехта», де спочатку чергував виступи за головну команду із матчами за молодіжний склад.

## Виступи за збірні
Протягом 2019 року залучався до складу молодіжної збірної Сенегалу. На молодіжному рівні зіграв у 10 офіційних матчах.
Того ж 2019 року викликався до лав національної збірної Сенегалу. Тоді в офіційних матчах за неї не дебютував, а в листопаді 2022 року, все ще не маючи в активі ігор за головну збірну, був дозаявлений до її складу для участі в тогорічному чемпіонаті світу в Катарі після того, як травмувався один з лідерів команди Садіо Мане.

## Статистика виступів

### Статистика клубних виступів
Станом на 28 жовтня 2022
| Сезон             | Команда           | Чемпіонат         | Чемпіонат | Чемпіонат | Національний кубок | Національний кубок | Національний кубок | Континентальні кубки | Континентальні кубки | Континентальні кубки | Інші змагання | Інші змагання | Інші змагання | Усього | Усього | Усього |
| Сезон             | Команда           | Ліга              | Ігор      | Голів     | Ліга               | Ігор               | Голів              | Ліга                 | Ігор                 | Голів                | Ліга          | Ігор          | Голів         | Ігор   | Голів  |        |
| ----------------- | ----------------- | ----------------- | --------- | --------- | ------------------ | ------------------ | ------------------ | -------------------- | -------------------- | -------------------- | ------------- | ------------- | ------------- | ------ | ------ | ------ |
| 2021–22           | «Барселона Б»     | ПФ                | 11        | 0         | -                  | -                  | -                  | -                    | -                    | -                    |               | -             | -             | 11     | 0      |        |
| 2022–23           | «РСКА Ф'ючерс»    | Д2                | 3         | 0         | -                  | -                  | -                  | -                    | -                    | -                    | -             | -             | -             | 3      | 0      |        |
| 2022–23           | «Андерлехт»       | Д1                | 4         | 0         | КБ                 | 0                  | 0                  | ЛК                   | 3                    | 0                    | -             | -             | -             | 7      | 0      |        |
| Усього за кар'єру | Усього за кар'єру | Усього за кар'єру | 18        | 0         |                    | 0                  | 0                  |                      | 3                    | 0                    |               | -             | -             | 21     | 0      |        |